# Stanley Savige
Stanley George Savige, né à Morwell (Victoria) le 26 juin 1890 et mort le 15 mai 1954, est un général australien de l'Australian Defence Force pendant la Seconde Guerre mondiale.

## Jeunes années
Stanley Savige est né le 26 juin 1890, à Morwell, dans l'État de Victoria, il est l'aîné des huit enfants de Samuel Savige, un boucher et sa femme Nora Ann, née Walmsley. Stan Savige étudie à Korumburra State School et à l'âge de douze ans il travaille comme forgeron. Pendant son séjour à Korumburra, il s'enrôle dans les cadets juniors scolaires comme clairon. La famille déménagea à Prahran, dans l'État de Victoria, en 1907, où il sert dans les cadets supérieurs de Prahran pendant 18 mois, à partir de 1907 à 1909. Il devient chef scout, la formation de la première troupe de Yarra. Savige était un membre actif de l'Église baptiste de South Yarra, où il était professeur à l'école du dimanche. Grâce à ses activités à l'église, Savige rencontre Lilian Stockton, avec qui il se fiance le Jour de l'An 1914.

## Première Guerre mondiale
Savige s'enrôle dans la Première Force impériale australienne (AIF), le 6 mars 1915, et est affecté au 24e bataillon d'infanterie, qui quitte Melbourne pour l'Égypte, le 8 mai 1915. Il est promu caporal le 30 avril et sergent le 8 mai. Le 24e bataillon d'infanterie débarque à Gallipoli. Savige devient sergent-major le 20 septembre. Là, il est nommé sous-lieutenant le 9 novembre 1915. Lors de l'évacuation de Gallipoli en décembre 1915, Savige est l'un des trois officiers choisis pour servir avec l'arrière-garde du bataillon.